# コハットトンネル
コハットトンネル（ウルドゥー語: کوہاٹ سرنگ、英語: Kohat Tunnel）またはパキスタン日本友好トンネル（Pak-Japan  Friendship Tunnel）は、パキスタンのカイバル・パクトゥンクワ州にあるトンネル。全長は1885メートル。日本の円借款が1994年に調印され、1999年に建設開始し2003年に一部開通、2004年に完成した。3期に分け日本政府はJICAを通じて126億円の借款を行った。大成建設が建設を担当した。入り口にはパキスタンと日本国旗の看板が描かれている。
2008年1月には、一時的に武装勢力により占拠される事件が発生した。